# 리강 (잉글랜드)
리강(영어: River Lea)은 잉글랜드를 흐르는 강으로, 템스강의 지류이다.
2009년에는 이 강에 대해 그리프 리스 존스가 진행하는 BBC의 다큐멘터리 《리버스 위드 그리프 리스 존스》가 방영되었다.
허트퍼드부터 템스강 인근 라임하우스 구간에 운하가 개발되어 수운으로 이용한다.